# دبلیو۴۳ای
دبلیو۴۳ای یک ستاره است که در صورت فلکی عقاب قرار دارد.